# برونو باروس دي بيترو
برونو باروس دي بيترو (بالبرتغالية: Bruno Barros di Pietro‏) هو لاعب كرة قدم برازيلي، ولد في 15 يونيو 1982 في تيوفيلو أوتوني في البرازيل. لعب مع أتلتيكو مينيرو ونادي أيه بي سي ونادي فورتاليزا.

## وصلات خارجية
- برونو باروس دي بيترو على موقع قاعدة بيانات كرة القدم.إي يو (الإنجليزية)